# DNA Model Management
DNA Model Management è un'agenzia di moda di New York. La DNA rappresenta numerosi celebri modelli nell'industria della moda come Natal'ja Vodjanova, Amber Valletta, Doutzen Kroes, Linda Evangelista, Shalom Harlow, Raquel Zimmermann e Kristen McMenamy.

## Personaggi rappresentati
Il seguente è un elenco incompleto dei principali personaggi rappresentati dalla DNA Model Management, in ogni epoca.
- Nadja Auermann
- Deva Cassel
- Elise Crombez
- Taryn Davidson
- Morgane Dubled
- Lindsay Ellingson
- Linda Evangelista
- Magdalena Frackowiak
- Bette Franke
- David Gandy
- Kaia Gerber
- Baptiste Giabiconi
- Trish Goff
- Mat Gordon
- Matthew Gray Gubler
- Anett Griffel
- Shalom Harlow
- Eddie Klint
- Michaela Kocianová
- Doutzen Kroes
- Amanda Laine
- Marios Lekkas
- Maryna Linchuk
- Saša Luss

- Audrey Marnay
- Kristen McMenamy
- Ali Michael
- Shemar Moore
- Julie Mordovets
- Andi Muise
- Ajuma Nasenyana
- Lola Nicon
- Kim Noorda
- Oluchi Onweagba
- Albert Reed
- Werner Schreyer
- Jake Silbermann
- Ian Somerhalder
- Skye Stracke
- Elsa Sylvan
- Ryan Taylor
- Stella Tennant
- Amber Valletta
- Edita Vilkevičiūtė
- Natal'ja Vodjanova
- Eugenia Volodina
- Anne Watanabe
- Maud Welzen
- Raquel Zimmermann